# Ignis
Ignis è un marchio italiano di elettrodomestici di proprietà dell'azienda turca Beko, fino al 2024 gestito dalla multinazionale statunitense Whirlpool Corporation, attraverso la sua consociata Whirlpool Europe S.r.l., che ha avuto sede a Pero, in provincia di Milano.
Dal 1943 al 1972, la Ignis S.p.A. è stata un'azienda italiana produttrice di elettrodomestici, la seconda a livello nazionale per dimensioni, successivamente rilevata e assorbita dalla multinazionale olandese Philips, di cui divenne consociata sotto la ragione sociale IRE - Industrie Riunite Eurodomestici S.p.A., nota anche come IRE-Ignis, a sua volta rilevata e assorbita da Whirlpool nel 1988-91.

## Storia

### Le origini e i primi anni di attività: da impresa artigianale a industria di elettrodomestici (1943-1961)

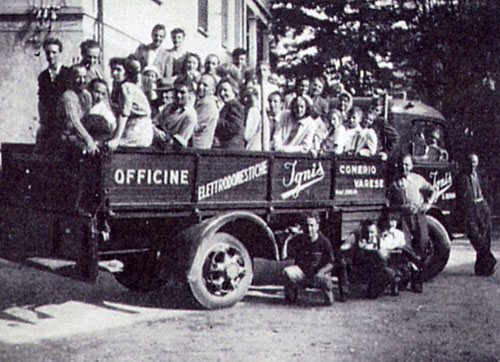
Personale della Ignis di Comerio su un camion aziendale durante i primi anni di attività.

La società di fatto Guido Borghi e Figli fu fondata a Comerio, in provincia di Varese, e registrata alla Camera delle corporazioni di Varese, da Guido Borghi (1883-1957), un milanese titolare di una ditta di installazione di impianti elettrici. Condotta assieme ai figli Gaetano (1907-1978), Giovanni (1910-1975) e Giuseppe (1915-1954), si occupava della produzione artigianale di fornelli elettrici da cucina. La ditta impiegava inizialmente solo 5 operai, ed ebbe un rapido successo in tutta Italia. L'anno seguente, nel 1944, venne depositato il primo brevetto, e acquistato poi da un artigiano milanese il marchio Ignis, la ragione sociale della ditta venne modificata in Officine Elettrodomestiche Ignis Guido Borghi e Figli. Il termine ignis significa "fuoco" in latino.
Nel 1947, la ditta venne trasformata in società in nome collettivo con capitale sociale di lire 400.000. Due anni più tardi, nel 1949, i Borghi acquistarono la Smalteria De Luca di Napoli, che contava circa 60 dipendenti, in modo da controllare tutto il processo produttivo delle cucine, e trasformate in SERIT s.r.l. - Smalterie Elettriche Riunite Ignis Tirreniche; poco dopo, in seguito alle misure governative di austerità nei consumi elettrici, si passò alla produzione delle cucine a gas.  Giovanni Borghi, secondogenito del fondatore Guido, rivolse le proprie attenzioni verso il frigorifero, un apparecchio che andava rapidamente affermandosi nel secondo dopoguerra in Europa: la ditta acquistò i brevetti per la costruzione di frigoriferi ad assorbimento dalla milanese Isothermos che confluirono in una nuova società costituita il 1º novembre 1950, la SIRI - Società Industriale Refrigeranti Ignis S.p.A., con capitale sociale di 1 milione di lire. La produzione dei frigoriferi venne installata presso una vecchia filanda acquistata a Gavirate dai Borghi, dando presto lavoro a centinaia di dipendenti.
Nel 1953, la sede sociale fu trasferita a Comerio; inoltre, dati i problemi tecnici posti dai frigoriferi ad assorbimento, si passò a produrre frigoriferi a compressore grazie a un accordo con la danese Danfoss, licenziataria della società statunitense Tecumseh. L'anno seguente, nel 1954, la produzione dei frigoriferi di Gavirate fu spostata a Biandronno, in località Cassinetta, come i relativi macchinari e reparti, in una ex fabbrica di glucosio. Nel 1955, nella fabbrica di Cassinetta fu avviata la produzione come terzista di frigoriferi con i marchi Atlantic, Philco e FIAT. Con la scomparsa dapprima del fratello Giuseppe (1954) e poi del padre Guido (1957), la conduzione dell'azienda fu assunta da Gaetano e Giovanni Borghi, con quest'ultimo nel ruolo di presidente.
Ignis andò affermandosi come uno dei massimi produttori italiani di elettrodomestici e una delle aziende simbolo del miracolo economico nazionale, e agli inizi degli anni sessanta aveva ampliato la sua gamma produttiva alle lavatrici. Seconda azienda nazionale del settore, dopo appena un decennio di attività Ignis poteva contare su una cospicua rete di filiali in Italia e all'estero (87 nel 1960), nonché su una valida organizzazione di vendita. Le esportazioni, nel periodo 1955-60 crebbero del 2.173%, il capitale sociale dell'azienda decuplicò nel periodo 1954-61 passando da lire 45 milioni a 500 milioni. Il numero dei dipendenti raggiunse le 2.000 unità nel 1954, e l'azienda lombarda nel 1960 possedeva una quota di mercato in Italia del 38%, tanto che l'anno seguente, nel 1961, Ignis ricevette il "Mercurio d'oro" quale alto riconoscimento per le affermazioni commerciali.

### La gestione Giovanni Borghi (1963-1968)

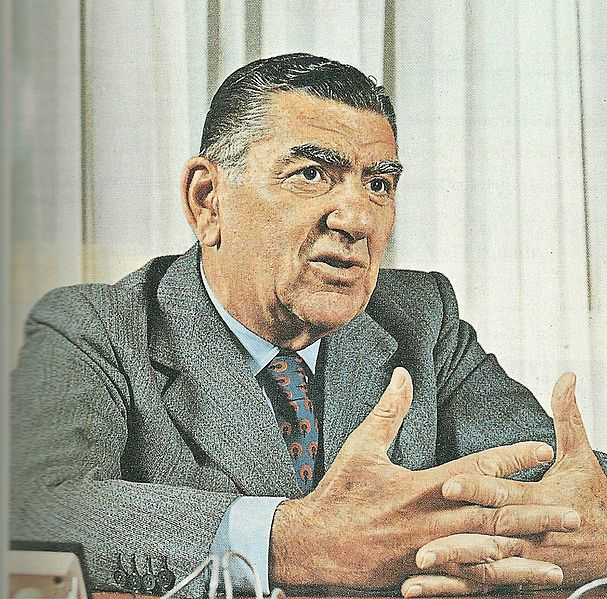
Giovanni Borghi

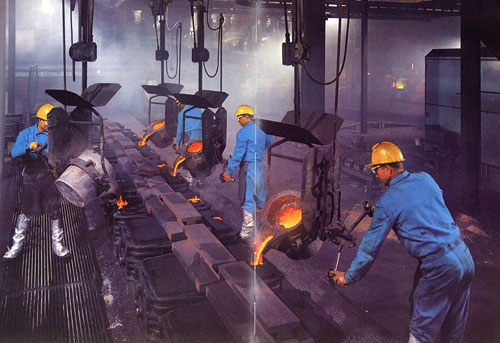
Stabilimento di Cassinetta di Biandronno, reparto fonderia: formatura e colatura

Nel 1963, l'azienda assorbì alcune società immobiliari locali portando il proprio capitale sociale a 1 miliardo di lire; nello stesso anno, Gaetano Borghi usciva dalla società, e il suo posto da vicepresidente di Ignis veniva assunto da Adalberto Tedeschi.  Giovanni Borghi rimaneva perciò l'unico proprietario dell'azienda, che sempre nel 1963 cambiò la propria ragione sociale in Ignis S.p.A. e incorporò la società Ignis di Gaetano e Giovanni Borghi & C. sas. All'oggetto sociale si aggiunse in tal modo la fabbricazione di lavastoviglie, che verrà avviata nel 1965, e degli elettrodomestici in generale.  Il fatturato raggiunse un valore di 24,6 miliardi di lire.
Gli anni sessanta rappresentarono il periodo di maggiore espansione della Ignis, che aprì altri insediamenti produttivi a Napoli (1964), Siena (1967) e Spini di Gardolo, in provincia di Trento (1969). Notevole fu anche l'espansione all'estero, con la penetrazione nei mercati degli Stati Uniti (1966) e dei Balcani (1967), e con l'apertura di stabilimenti di produzione all'estero a Montcada i Reixac, in Spagna (1967), ed in Grecia. Oltre che con il marchio Ignis, gli elettrodomestici prodotti dall'azienda lombarda furono commercializzati anche con i marchi Algor e Fides.
Dal 1965 al 1968, con la costruzione del gruppo Gemini, le consociate vennero progressivamente assorbite. Nello stabilimento di Cassinetta, che impiegava 6.000 persone, furono aperte una fonderia ed un reparto motocompressori, e perciò veniva prodotto il 90% dei componenti degli elettrodomestici Ignis. Nel 1968, l'azienda lombarda siglò un accordo con la Emerson di Firenze e la Emerson International di New York per la distribuzione commerciale degli elettrodomestici a marchio Emerson prodotti nei propri stabilimenti, sia in Italia che a livello internazionale.

### La Industrie Riunite Eurodomestici e l'acquisizione da parte di Philips (1969-1987)

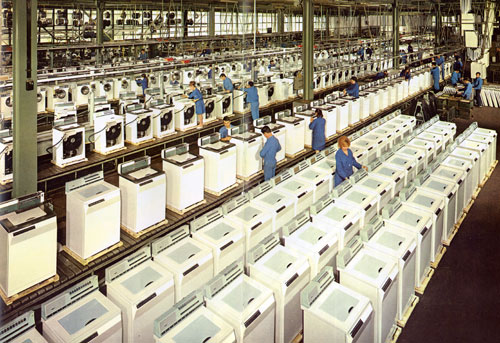
Veduta aerea dei reparti produttivi di una fabbrica Ignis in Italia.

Il processo di espansione e gli ingenti investimenti effettuati per attuarlo, causarono problemi finanziari alla Ignis, che dovette anche affrontare la crisi di mercato che investì il settore degli elettrodomestici in Europa. Borghi decise di avviare una partnership con la multinazionale olandese Philips, che nel 1969 portò alla costituzione della IRE - Industrie Riunite Eurodomestici S.p.A., con sede a Cassinetta di Biandronno e presidente lo stesso Borghi, una joint venture con capitale sociale di lire 25 miliardi equamente suddiviso tra Ignis e Philips, nella quale confluirono le attività industriali dell'azienda lombarda, che manteneva le sole attività commerciali. Attraverso questo accordo, Borghi intendeva affrontare la crisi e incrementare le esportazioni di Ignis poggiandosi sulla potentissima rete di vendita internazionale della Philips.
La collaborazione tra Ignis e Philips era in vigore già dal 1963, poiché l'azienda italiana produceva elettrodomestici anche per conto della stessa multinazionale olandese. Nel 1970, IRE apriva il nuovo stabilimento di produzione a Daverio, in provincia di Varese, ed il numero complessivo di addetti del Gruppo saliva a oltre 14.000 unità. L'ingresso di Philips attraverso la IRE, portò all'attuazione di un piano di razionalizzazione del ciclo produttivo mirante a dare un assetto più stabile e funzionale ai reparti e ai processi, potenziando i servizi di immagazzinamento e trasporto ridistribuendo manodopera, con significativo incremento dei ritmi di produzione e dei carichi di lavoro individuali. Furono ammodernate le linee di montaggio e fu abbandonata l'organizzazione paternalistica delle fabbriche che caratterizzava la gestione Borghi, sostituita con una organizzazione di impronta manageriale.
La coabitazione tra Borghi e la Philips nella IRE fu caratterizzata da continui contrasti, a causa delle evidenti diversità di vedute dei due soci in merito alla gestione dell'azienda. Nel maggio 1972, Philips acquisiva una quota di partecipazione nella stessa Ignis, che aumentò progressivamente fino a rilevarla per intero a ottobre, e lo stesso avveniva con la IRE che passava sotto il totale controllo degli olandesi. Nuovo presidente di Ignis e IRE fu nominato l'olandese Gerrit Jeelof, mentre a Giovanni Borghi fu dato il titolo di presidente onorario. Borghi fu costretto ad abbandonare la gestione di Ignis e IRE a causa di problemi di salute. Dopo appena due anni di attività, il Gruppo IRE registrava deficit di bilancio.
Nel 1974, Ignis cedeva alla IRE anche le sue attività commerciali e, trasformata in Ignis Finanziaria S.p.A., fu da quel momento solo il marchio commerciale del Gruppo IRE-Philips. Furono altresì costituite le consociate produttive dell'IRE, la Industrie Riunite Eurodomestici Siena S.p.A. (IRES) e la Industrie Riunite Eurodomestici Trento S.p.A. (IRES). Nel 1979, il Gruppo IRE-Philips contava 8.834 dipendenti, realizzava un fatturato di 439,3 miliardi di lire ed un utile netto di 1,1 miliardi.
La crisi del mercato degli elettrodomestici in Europa, verificatasi tra la seconda metà degli anni settanta e gli inizi degli anni ottanta, colpì principalmente i maggiori gruppi del settore: la IRE-Philips rimaneva comunque la seconda maggiore azienda produttrice di elettrodomestici operante in Italia, ma poiché venne investita dalla crisi fu costretta a mettere una buona parte del personale operante nei suoi stabilimenti in cassa integrazione. Nel 1986, IRE-Philips era quarta con una quota di mercato del 13% in Italia, e terza con il marchio Ignis con una quota del 6%.

### Da Philips a Whirlpool a Beko (1988-presente)
Philips decise di riorganizzare le proprie attività diversificate, maturando la decisione di dismettere la divisione elettrodomestici, considerata dai vertici del gruppo olandese non più rilevante sotto il profilo strategico e caratterizzata da scarso rendimento.
Nel 1988, il 53% della divisione elettrodomestici della Philips, di cui la IRE faceva parte, venne ceduta alla statunitense Whirlpool Corporation, che allora avviava la propria politica di espansione verso l'Europa. Venne perciò costituita la Whirlpool International BV, una joint venture tra Whirpool e Philips per la produzione e la commercializzazione degli elettrodomestici a marchio Philips-Whirlpool, Ignis e Bauknecht per il mercato europeo, con sede legale a Veldhoven. L'accordo tra i due soci prevedeva l'acquisizione del rimanente 47% da parte degli americani entro tre anni: nel 1991, Whirlpool acquisì l'intero pacchetto della società, che si impose come terzo produttore europeo di elettrodomestici. Nello stesso anno, la IRE mutò ragione sociale in Whirlpool Italia S.p.A., con sede a Comerio.
Le vicende dello storico brand Ignis da allora sono strettamente legate a quelle della multinazionale statunitense, con particolare riferimento alle sue attività in Italia. Dei 5 stabilimenti attivi in Italia dell'ex Gruppo Ignis, poi IRE-Philips, sono stati dismessi da Whirlpool quelli di Spini di Gardolo (2014), Comerio (2017) e Napoli (2021). Whirlpool Italia nel 2014-16 aveva rilevato e assorbito la Indesit Company, e di conseguenza, incorporava le sue attività industriali in Italia nei siti di Carinaro, in provincia di Caserta, Comunanza, in provincia di Ascoli Piceno, e Melano, in provincia di Ancona, che si aggiungevano a quelli ancora attivi di Cassinetta (utilizzato anche come centro di ricerca) e Siena, per la produzione di elettrodomestici a incasso e congelatori a pozzetto. Detti stabilimenti occupavano circa 6.000 addetti con una capacità produttiva annua di 6 milioni di pezzi. In conseguenza della dismissione della sede di Comerio, nel 2017, la sede di Whirlpool Italia fu spostata a Pero, in provincia di Milano.
Di fronte ad una inarrestabile crisi del mercato degli elettodomestici, già acuitasi nel 2020 allo scoppio della pandemia da Covid-19, nel 2024 tutti i siti industriali della Whirpool italia sono passati sotto il controllo dell'azienda turca Beko, la quale ha altresì acquisito tutte le attività  commerciali della Whirpool Europe, confluite in Beko Europe. La sede di Beko Italia è a Milano.  

## Informazioni e dati
Ignis è un marchio di proprietà dell'azienda turca Beko, a sua volta controllato dalla sua consociata Beko Europe. 
Beko Europe commercializza come Ignis gli elettrodomestici a incasso (forni, frigoriferi, piani cottura, cappe e lavastoviglie) e a libera installazione (lavatrici, lavastoviglie, frigoriferi e congelatori) prodotti nei suoi stabilimenti e destinati al mercato europeo nel segmento di fascia medio-bassa.

## Sponsorizzazioni
- Ignis è stata sponsor della squadra maschile della Pallacanestro Varese dal 1956 al 1975, che ha militato nella massima serie, e vinto numerosi scudetti e trofei.
- La Ignis è stata una squadra maschile italiana di ciclismo su strada, attiva tra i professionisti dal 1956 al 1965, fondata da Borghi e sponsorizzata dall'azienda lombarda.
- Nel pugilato la Ignis è stata sponsor dei celebri Campioni del Mondo Sandro Mazzinghi e Duilio Loi

## Televisione
- Mister Ignis - L'operaio che fondò un impero - miniserie TV (2014)